# Katherine Victor
Katherine Victor, auch Katina Vea, (* 18. August 1923 in Hell’s Kitchen, Manhattan als Katena Ktenavea; † 22. Oktober 2004 in Canoga Park, Los Angeles County, Kalifornien) war eine amerikanische Schauspielerin.

## Leben
Victor wuchs in Los Angeles auf.
Sie starb an einem Schlaganfall und wurde im Forest Lawn Memorial Park (Hollywood Hills) bestattet.

## Karriere
Victor begann ihre Karriere in den späten 1940er Jahren auf Bühne und im Radio. Ihr Filmdebüt war Mesa of Lost Women (1953).
Victor wirkte in den Filmen Teenage Zombies (1959), Creature of the Walking Dead (1965), House of the Black Death (1965), The Wild World of Batwoman (1966) und Frankenstein Island (1981) mit. Seit den 1960er Jahren arbeitete sie außerdem in den Bereichen Continuity und animation checking für verschiedene Animationsserien. Im Jahr 2000 ging sie hier in den Ruhestand.

## Filmographie (Auswahl)
- 1953: Mesa of Lost Women
- 1959: Invasion of the Animal People
- 1959: Teenage Zombies
- 1960: The Cape Canaveral Monsters
- 1961–1962: Ben Casey
- 1965: Curse of the Stone Hand
- 1965: House of the Black Death
- 1966: The Wild World of Batwoman
- 1967: The Andy Griffith Show
- 1969: Alexandria – Treibhaus der Sünde
- 1981: Frankenstein Island
- 1991: Malibu Moon
- 1996: Die Rache der Tara McCormick
- 2000: Superguy: Behind the Cape